# AKH-Skandal

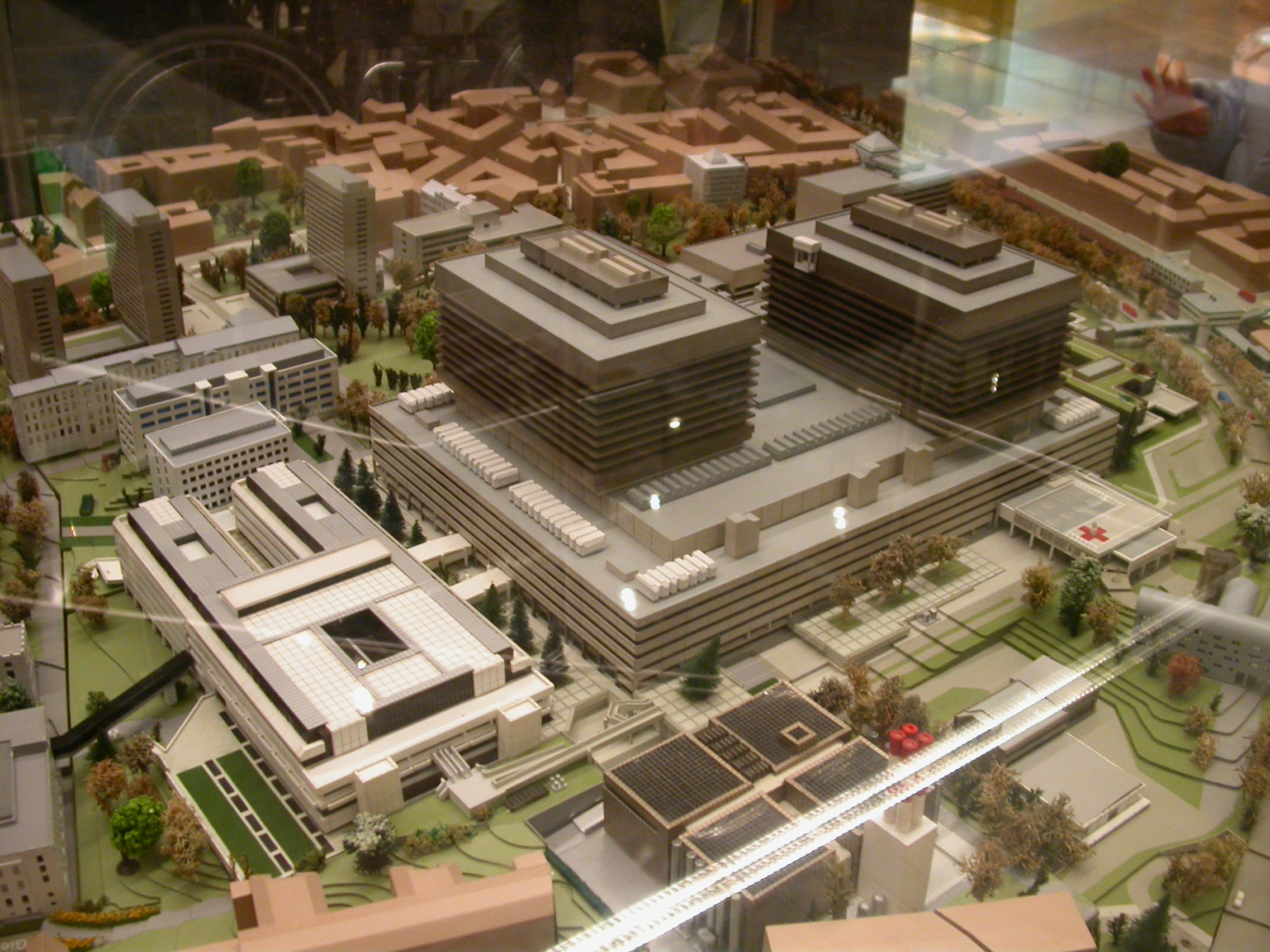
Modell des AKH

Der AKH-Skandal war der bislang größte Bauskandal in Österreich. Hintergrund waren die Kostenexplosion und eine damit verbundene Schmiergeldaffäre beim Bau des neuen Allgemeinen Krankenhauses der Stadt Wien (AKH).
Der Bau des Allgemeinen Krankenhauses in Wien wurde bereits 1955 beschlossen (projektierte Kosten: eine Milliarde Schilling, geplante Bauzeit: zehn Jahre), aber erst Anfang der 1970er Jahre in Angriff genommen. Das Großprojekt wurde mit ca. 45 Milliarden Schilling zu Europas teuerstem Krankenhausbau, der erst 1994 vollständig in Betrieb genommen werden konnte.
Der Journalist Alfred Worm deckte 1980 den AKH-Skandal auf; der Hauptschuldige war der technische Direktor der Allgemeinen-Krankenhaus-Planungs- und Errichtungsgesellschaft (AKPE) Adolf Winter. Als Untersuchungsrichterin wirkte Helene Partik-Pablé, die dadurch in Österreich Popularität erlangte und später für die FPÖ in den Nationalrat einzog. Im September 1981 folgte der AKH-Prozess, das bis dahin größte Gerichtsverfahren in Österreichs Nachkriegsgeschichte mit 30.000 Seiten in 67 Aktenordnern, ebenso vielen Beilagenseiten, vier Sachverständigen und mehr als 100 geladenen Zeugen. Der Vorwurf gegen Winter und elf weitere Angeklagte lautete auf gewerbsmäßigen Betrug, Untreue, verbotene Intervention, Beihilfe zu solchen Verbrechen und Verstöße nach dem Devisengesetz. Winter wurde 1981 zu neun Jahren Freiheitsstrafe verurteilt. Laut Richterspruch soll Winter 30 Millionen Schilling (2,18 Millionen Euro) an Schmiergeldern kassiert haben. Seine Mitangeklagten bekamen von einem Jahr bedingt bis zu fünf Jahren und 350 Tagen unbedingt. In zweiter Instanz wurde das Urteil auf acht statt neun Jahre wegen Geschenkannahme statt Untreue herabgesetzt. Auch weitere Strafen wurden herabgesetzt.
In den Strudel der Affäre geriet auch der damalige Finanzminister und Vizekanzler Hannes Androsch. Er wurde 1988 in Zusammenhang mit seinen Aussagen vor dem parlamentarischen AKH-Ausschuss von einem Wiener Gericht wegen Falschaussage verurteilt und musste als CA-Generaldirektor zurücktreten.
Bundespräsident Rudolf Kirchschläger prägte in seiner Rede zur Eröffnung der Welser Messe im August 1980 das geflügelte Wort „Trockenlegung der Sümpfe und sauren Wiesen“.